# Thekla Hofer
Thekla Hofer (född Falck), född 10 januari 1852 i Göteborg, död 14 juni 1938 i Strängnäs, var en svensk operasångerska (sopran) och sångpedagog.
Hofer var dotter till cigarrmästaren Evert Mauritz Falck. Hon undervisades i pianospelning av Hilda Thegerström och i sång av Adelaïde Leuhusen. Senare studerade hon även i Paris för François Wartel samt i Wien och Dresden.
Thekla Hofer debuterade på Kungliga teatern 1879 som Rosina i Barberaren i Sevilla. Säsongen 1879–1880 var hon engagerad vid Svenska Teatern i Helsingfors operaavdelning och 1880–1881 vid Stora Teatern, Göteborg samt anställdes 1882 vid Nya Teatern, Stockholm. Hon uppträdde även på Hoftheater Weimar och Kejserliga teatern i Sankt Petersburg. Bland hennes främsta roller märks titelpartiet i La Traviata, Olympia, Giulietta och Antonia i Hoffmanns äventyr, Amina i Sömngångerskan och Micaëla i Carmen, den sistnämnda rollen instuderad för Georges Bizet själv. Sin främsta insats gjorde hon dock som sångpedagog från mitten av 1890-talet fram till 1923. Bland hennes elever märks bland andra Folke Andersson, Signe Rappe, Karin Branzell och Ruth Althén.
Thekla Hofer gifte sig med operasångaren Conrad Theodor Schröder-Hofer 1881. Maken levde 13 april 1847–13 februari 1916.

## Externa Länkar
- Hofer, Thekla i Svenska män och kvinnor (1946)
- Falck, Thekla